# Los Asperones

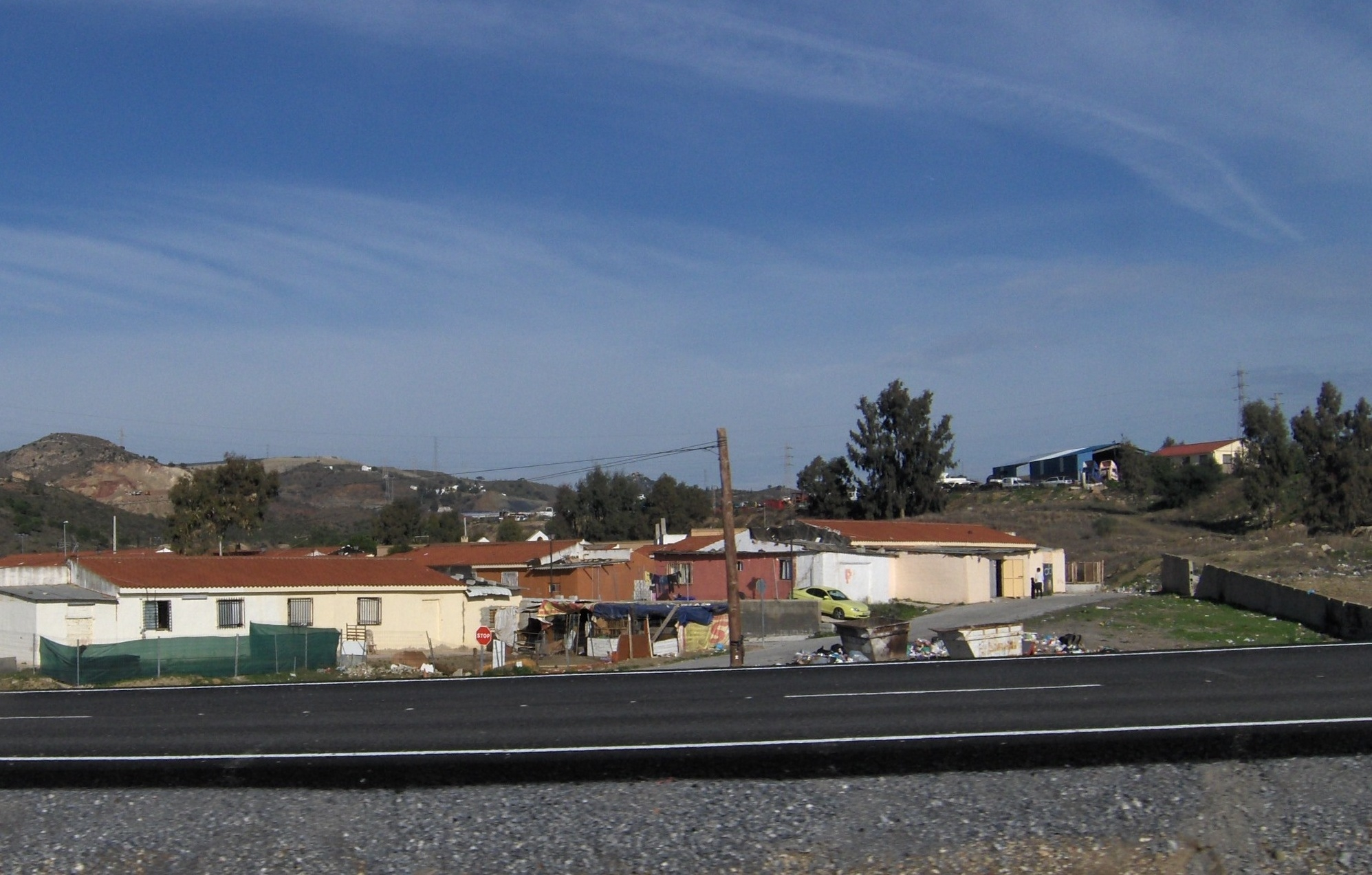
Vista de Los Asperones desde la A-7076.

Los Asperones es un barrio periférico situado en el distrito Puerto de la Torre, al oeste de la ciudad de Málaga (España). Está ubicado entre el barrio de Soliva Este y el cementerio de Parcemasa, al norte de la A-7076 que conduce a Campanillas y junto al trazado de la hiperronda.

## Urbanismo
Formado en gran parte por casas prefabricadas, existen unas 180 viviendas habitadas por un millar aproximado de personas, principalmente de etnia gitana. Está situado junto al vertedero municipal y la perrera, y consta de tres fases, la I y la III, agrupadas en el mismo entorno y separadas por un riachuelo, y la II, situada más al oeste, ya en el distrito de Campanillas.
Los Asperones constituyen uno de los guetos más marginados de Málaga, sin establecimientos comerciales, sin luz ni alcantarillado y con un servicio de transporte urbano deficiente. La población sufre graves problemas de integración social, con un alto índice de drogadicción, desempleo y paternidad infantil.

## Historia
Se trata de un barrio levantado a partir de 1987 para albergar vecinos procedentes de antiguos núcleos chabolistas como Estación del Perro, Puente de los Morenos y Portada Alta, así como a familias desalojadas del Bulto y de corralones de las calles Martínez Maldonado y Castilla, afectados por inundaciones. 
En noviembre de 2007 la Junta de Andalucía y el Ayuntamiento de Málaga acordaron un plan de choque que pretende crear nuevas viviendas sociales y mejorar la zona con equipamientos básicos como alumbrado, asfaltado de calles y saneamiento en general. Sin embargo, también se baraja la posibilidad de su desmantelamiento completo para hacer sitio a un nuevo complejo hospitalario.
Actualmente en este barrio trabajan muchos organismos para ayudar a sus habitantes, según los distintos problemas a los que se enfrenten. 
Uno de éstos es Cáritas.

## Situación de exclusión en la que se encuentran
En el barrio de Asperones se producen distintos tipos de exclusión entre los que cabe destacar los siguientes:
- Exclusión territorial: la ubicación del barrio es uno de sus grandes problemas y que, a su vez, genera otros tipos de exclusión. Su situación geográfica lo separa literal y físicamente del resto de la ciudad. El barrio fue creado en 1987 como barrio de transición dentro de un plan para la erradicación del chabolismo. y su objetivo era acabar con los núcleos marginales de la ciudad, sin embargo, la situación se ha prolongado en el tiempo y por un lado ni se ha solucionado aquella situación, y lo que es peor, ha provocado un problema mucho mayor. Además, el barrio está localizado entre una sede recogidas de basuras, un cementerio y las cocheras del metro de la ciudad, lo que hace que los exclusógenos sean físicos también. Existe una distancia hasta los núcleos urbanos más cercanos y todos los entes relacionados conforman un cinturón a su alrededor que hace que esa distancia parezca aún mayor, ya que, en cierta forma, delimitan con claridad el perímetro y se comporta como un foso en el que se encuentran encorsetados, y del que no resulta tan fácil salir. De hecho, algunos testimonios indican que traspasar aquellos límites supone vértigo e inseguridad.
- Exclusión de la comunicación: Como se ha mencionado en el anterior tipo de exclusión, el barrio está muy mal comunicado, debido a su situación geográfica. Esto hace que se obstaculicen las relaciones entre las personas del barrio y las que se encuentran fuera de él, creando dos mundos totalmente paralelos. Además, no sólo paraliza las relaciones entre personas, sino también con las distintas instituciones públicas como centros de salud, de ocio, oficinas de empleo, supermercados,y sobre todo los centros educativo. Con respecto a la comunicación de transporte, sólo existe una línea de autobús que comunica el barrio con el resto de la ciudad, y, además, sorprende ver que no existe una parada de metro allí, teniendo en cuenta que las vías pasan por ahí y que las cocheras están a pocos metros de distancia.
- Exclusión del empleo: más del 70% de la población de Asperones se encuentra en situación de desempleo, utilizando ayudas sociales, pensiones, trabajos primarios y alternativos a lo usual, como modo de subsistencia.
- Exclusión de conocimientos: En el barrio existe una clara exclusión de este tipo, en dónde las personas que habitan allí no conocen absolutamente nada o casi nada del resto de la ciudad, y del mundo en general, pero también hay que decir que el resto de la sociedad no conoce apenas Asperones, por lo que no puede haber una retroalimentación.  Por otro lado, existe exclusión de conocimientos porque además, de no conocer más allá del barrio, no conocen tampoco las diferentes infraestructuras, paisajes, personas, culturas,  derechos y deberes que les pertenecen como al resto de ciudadanos y ciudadanas, por lo que no se pueden beneficiar de los mismos y hacerse partícipes de la sociedad.
- Exclusión jurídico administrativa: debido a su ubicación y a las dificultades para salir de esa barriada, el acceso a una asesoría jurídica que les pueda ayudar y/o aconsejar en su situación de exclusión social, también es complicado.
- Exclusión educativa: existe un altísimo analfabetismo en la población adulta, más del 70%. Y casi el 95% de la población abandona el sistema educativo a los 16 años, incentivado también por la falta de centros educativos en el barrio, (sólo existe un colegio)  y las dificultades para acceder a otros y la situación precaria en la que viven.
- Exclusión de la vivienda: las viviendas en las que habitan los vecinos y vecinas de Asperones son viviendas precarias, construidas para un tiempo limitado por lo que no presentan las condiciones adecuadas de habitabilidad. Además, muchos de los vecinos/as han llevado a cabo reformas ilegales dentro de sus viviendas sin ningún tipo de inspección. En general, las viviendas y el barrio presentan deficiencias en infraestructuras y equipamientos adecuados para la habitabilidad.
- Exclusión de familia y redes sociales: Las personas de Asperones sufren exclusión familiar porque muchos se encuentran alejados de su familia por vivir allí, o, si por el contrario, tienen la oportunidad de irse del barrio tienen que dejar allí a sus familiares, teniendo en cuenta lo que supone para su cultura la importancia de la familia. Con respecto a las redes sociales, suelen carecer de ellas en vista afuera del barrio, ya que, debido a su situación, geográfica, económica, etc, sus redes sociales tienen un carácter endogámico, y no pueden formar nuevos vínculos como el resto de ciudadanos, como pueden ser en el trabajo, en el ocio, en la escuela, etc.
- Exclusión de la vida comunitaria: la única vida comunitaria es la que se produce dentro del propio barrio, fuera de él las relaciones son muy limitadas y la participación de los habitantes de asperones fuera del barrio casi inexistente. A la “ciudad” van únicamente a realizar la compra, al colegio, a los centros de salud, a la oficina de empleo, pero no participan en otras actividades lúdicas y de ocio, políticas y administrativas, etc
- Exclusión biológica-salud: el 100% de la población tiene acceso a la Sanidad Pública, sin embargo, su situación de exclusión y los problemas derivados de ella ha provocado que más del 50% de los habitantes padezcan enfermedades como el SIDA, Hepatitis, depresión o drogadicción. Además las condiciones del barrio en cuanto a salubridad, limpieza e higiene no son las más apropiadas para vivir allí, condicionado también por las barreras por las que se encuentra rodeadas el barrio, como son el vertedero y el cementerio.
- Exclusión de los Servicios Sociales y al Sistema de la Seguridad Social: Causado por el desconocimiento de que existen y de las dificultades que se encuentran para acceder a ellos, pero sobre todo, sin olvidar tampoco las pocas ayudas que reciben de los mismos, dejando olvidado y apartado al barrio como todos estos años atrás y cumpliendo la labor de ayuda y asistencialismo entidades, asociaciones y personas físicas.

## Transporte
Junto al barrio se sitúan las instalaciones de talleres y cocheras del metro de Málaga, y no se descarta la creación de una parada adicional para dar servicio a la zona. En autobús queda conectado mediante las siguientes líneas de la EMT: 
| Línea | Trayecto                              | Recorrido | Frecuencia    |
| ----- | ------------------------------------- | --------- | ------------- |
| 23    | Alameda Principal - Parque Cementerio | Recorrido | 25-30 minutos |